# コピー・ネバー
コピー・ネバー（英語: Copy Never）とは、コンテンツのコピーを完全に禁止する仕組みのことである。コピーガードの一種。

## 特徴
コピー・ワンスやダビング10とは異なり、1世代目のコピーが禁止されており、CPRM対応メディアを含めて、直接録画や元のコンテンツを消去しながら移動する「ムーブ」も出来ない。
1世代目のコピーを認めるかどうかは、コピー制御信号（CCI）のうち、録画の扱いを決める2ビットの制御フラグ（digital recording control data）により決定され、これが「11」の場合は、1世代目のコピーも禁止となる。

## 運用
有料放送のうち、成人向け番組や成人映画で多く見られた。例としてスカパー!プレミアムサービスでは、900ch番台のアダルトチャンネルを、2010年半ばまで録画禁止としていたことがある。